# Salamá
Salamá – miasto w środkowej Gwatemali w departamencie Baja Verapaz, leżące 95 km na północ od stolicy kraju. Jest ośrodkiem administracyjnym (stolicą) departamentu, a także siedzibą władz gminy Salamá, która w 2012 roku liczyła 56 398 mieszkańców. Przemysł spożywczy, włókienniczy.

## Zabytki
- Kościół pw św. Mateusza ze zdobionym złotem ołtarzem[4].